# نورحق
نورحق (به ترکی استانبولی: Nurhak) یک منطقهٔ مسکونی در ترکیه است که در استان قهرمان‌مرعش واقع شده‌است.